# 声優の日
声優の日 〜voice actors day〜（せいゆうのひ）は、2007年より東京アニメセンターにて行われているイベント。
毎月第3日曜日に行われている。

## 出演者
- 関山美沙紀（MC）
- 中山大吾（アシスタント）2007年11月17日～2009年4月12日
- 古城望（アシスタント）
- 中嶋ヒロ（アシスタント）2009年4月19日～

## ゲスト

### 2007年
- 清水愛

### 2008年
- 村田あゆみ
- 榎本温子
- 宮崎羽衣
- 後藤麻衣
- SHIPS（金井史更、井出卓也）
- 桃井はるこ
- 伊瀬茉莉也
- 西沢広香
- たかはし智秋

### 2009年
- ignition（宮澤真一、実川学、松尾大亮）
- 山本彩乃
- 今井麻美
- 宮崎羽衣
- 大地丙太郎、ささきのぞみ
- 伊瀬茉莉也
- 松来未祐、成田紗矢香 ご来場100万人突破記念スペシャル
- 福原香織
- MM3（渡辺友裕、安倍龍太郎、大島崚）
- 福井裕佳梨

### 2010年
- nao
- 野水伊織
- 里久鳴祐果 第4日曜日開催
- 阿澄佳奈 30回記念
- 野水伊織
- 真堂圭、日野聡 8月8日開催
- 牧野由依 8月15日開催